# Lista de vencedores de provas espanholas de futebol por época
Esta é uma lista de vencedores de provas nacionais de futebol em Espanha. Esta lista inclui as principais provas organizadas pela Liga de Futebol Profissional e pela Real Federação Espanhola de Futebol.
O destaque colorido indica a conquista de uma Dobradinha (vencer o Campeonato e a Taça do Rei na mesma época).

## Vencedores por Época
| Vencedores das Competições Espanholas de Futebol |                       |                                  |                       |
| Época                                            | Campeonato            | Taça do Rei                      | Supertaça             |
| 1902/1903                                        |                       | Atlético de Bilbao 1             |                       |
| 1903/1904                                        |                       | Atlético de Bilbao 2             |                       |
| 1904/1905                                        |                       | Real Madrid 1                    |                       |
| 1905/1906                                        |                       | Real Madrid 2                    |                       |
| 1906/1907                                        |                       | Real Madrid 3                    |                       |
| 1907/1908                                        |                       | Real Madrid 4                    |                       |
| 1908/1909                                        |                       | Real Sociedad                    |                       |
| 1909/1910                                        |                       | Atlético de Bilbao 3 Barcelona 1 |                       |
| 1910/1911                                        |                       | Atlético de Bilbao 4             |                       |
| 1911/1912                                        |                       | Barcelona 2                      |                       |
| 1912/1913                                        |                       | Racing de Irún Barcelona 3       |                       |
| 1913/1914                                        |                       | Atlético de Bilbao 5             |                       |
| 1914/1915                                        |                       | Atlético de Bilbao 6             |                       |
| 1915/1916                                        |                       | Atlético de Bilbao 7             |                       |
| 1916/1917                                        |                       | Real Madrid 5                    |                       |
| 1917/1918                                        |                       | Real União 1                     |                       |
| 1918/1919                                        |                       | Arenas                           |                       |
| 1919/1920                                        |                       | Barcelona 4                      |                       |
| 1920/1921                                        |                       | Atlético de Bilbao 8             |                       |
| 1921/1922                                        |                       | Barcelona 5                      |                       |
| 1922/1923                                        |                       | Atlético de Bilbao 9             |                       |
| 1923/1924                                        |                       | Real União 2                     |                       |
| 1924/1925                                        |                       | Barcelona 6                      |                       |
| 1925/1926                                        |                       | Barcelona 7                      |                       |
| 1926/1927                                        |                       | Real União 3                     |                       |
| 1927/1928                                        |                       | Barcelona 8                      |                       |
| 1928/1929                                        | Barcelona 1           | Espanyol                         |                       |
| 1929/1930                                        | Atlético de Bilbao 1  | Atlético de Bilbao 10            |                       |
| 1930/1931                                        | Atlético de Bilbao 2  | Atlético de Bilbao 11            |                       |
| 1931/1932                                        | Real Madrid 1         | Atlético de Bilbao 12            |                       |
| 1932/1933                                        | Real Madrid 2         | Atlético de Bilbao 13            |                       |
| 1933/1934                                        | Atlético de Bilbao 3  | Real Madrid 6                    |                       |
| 1934/1935                                        | Real Bétis            | Sevilha                          |                       |
| 1935/1936                                        | Atlético de Bilbao 4  | Real Madrid 7                    |                       |
| 1936/1937                                        | –                     | –                                |                       |
| 1937/1938                                        | –                     | –                                |                       |
| 1938/1939                                        | –                     | Sevilha 2                        |                       |
| 1939/1940                                        | Atlético de Madrid 1  | Espanyol                         |                       |
| 1940/1941                                        | Atlético de Madrid 2  | Valência 1                       |                       |
| 1941/1942                                        | Valência 1            | Barcelona 9                      |                       |
| 1942/1943                                        | Atlético de Bilbao 5  | Atlético de Bilbao 14            |                       |
| 1943/1944                                        | Valência 2            | Atlético de Bilbao 15            |                       |
| 1944/1945                                        | Barcelona 2           | Atlético de Bilbao 16            |                       |
| 1945/1946                                        | Sevilha               | Real Madrid 8                    |                       |
| 1946/1947                                        | Valência 3            | Real Madrid 9                    |                       |
| 1947/1948                                        | Barcelona 3           | Sevilha 3                        |                       |
| 1948/1949                                        | Barcelona 4           | Valência 2                       |                       |
| 1949/1950                                        | Atlético de Madrid 3  | Atlético de Bilbao 17            |                       |
| 1950/1951                                        | Atlético de Madrid 4  | Barcelona 10                     |                       |
| 1951/1952                                        | Barcelona 5           | Barcelona 11                     |                       |
| 1952/1953                                        | Barcelona 6           | Barcelona 12                     |                       |
| 1953/1954                                        | Real Madrid 3         | Valência 3                       |                       |
| 1954/1955                                        | Real Madrid 4         | Atlético de Bilbao 18            |                       |
| 1955/1956                                        | Atlético de Bilbao 6  | Atlético de Bilbao 19            |                       |
| 1956/1957                                        | Real Madrid 5         | Barcelona 13                     |                       |
| 1957/1958                                        | Real Madrid 6         | Atlético de Bilbao 20            |                       |
| 1958/1959                                        | Barcelona 7           | Barcelona 14                     |                       |
| 1959/1960                                        | Barcelona 8           | Atlético de Madrid 1             |                       |
| 1960/1961                                        | Real Madrid 7         | Atlético de Madrid 2             |                       |
| 1961/1962                                        | Real Madrid 8         | Real Madrid 10                   |                       |
| 1962/1963                                        | Real Madrid 9         | Barcelona 15                     |                       |
| 1963/1964                                        | Real Madrid 10        | Saragoça                         |                       |
| 1964/1965                                        | Real Madrid 11        | Atlético de Madrid 3             |                       |
| 1965/1966                                        | Atlético de Madrid 5  | Saragoça                         |                       |
| 1966/1967                                        | Real Madrid 12        | Valência 4                       |                       |
| 1967/1968                                        | Real Madrid 13        | Barcelona 16                     |                       |
| 1968/1969                                        | Real Madrid 14        | Atlético de Bilbao 21            |                       |
| 1969/1970                                        | Atlético de Madrid 6  | Real Madrid 11                   |                       |
| 1970/1971                                        | Valência 4            | Barcelona 17                     |                       |
| 1971/1972                                        | Real Madrid 15        | Atlético de Madrid 4             |                       |
| 1972/1973                                        | Atlético de Madrid 7  | Atlético de Bilbao 22            |                       |
| 1973/1974                                        | Barcelona 9           | Real Madrid 12                   |                       |
| 1974/1975                                        | Real Madrid 16        | Real Madrid 13                   |                       |
| 1975/1976                                        | Real Madrid 17        | Atlético de Madrid 5             |                       |
| 1976/1977                                        | Atlético de Madrid 8  | Real Bétis                       |                       |
| 1977/1978                                        | Real Madrid 18        | Barcelona 18                     |                       |
| 1978/1979                                        | Real Madrid 19        | Valência 5                       |                       |
| 1979/1980                                        | Real Madrid 20        | Real Madrid 14                   |                       |
| 1980/1981                                        | Real Sociedad         | Barcelona 19                     |                       |
| 1981/1982                                        | Real Sociedad         | Real Madrid 15                   | Real Sociedad         |
| 1982/1983                                        | Atlético de Bilbao 7  | Barcelona 20                     | Barcelona             |
| 1983/1984                                        | Atlético de Bilbao 8  | Atlético de Bilbao 23            | Atlético de Bilbao 1  |
| 1984/1985                                        | Barcelona 10          | Atlético de Madrid 6             | Atlético de Madrid 1  |
| 1985/1986                                        | Real Madrid 21        | Saragoça                         | -                     |
| 1986/1987                                        | Real Madrid 22        | Real Sociedad                    | -                     |
| 1987/1988                                        | Real Madrid 23        | Barcelona 21                     | Real Madrid           |
| 1988/1989                                        | Real Madrid 24        | Real Madrid 16                   | Real Madrid           |
| 1989/1990                                        | Real Madrid 25        | Barcelona 22                     | Real Madrid           |
| 1990/1991                                        | Barcelona 11          | Atlético de Madrid 7             | Barcelona             |
| 1991/1992                                        | Barcelona 12          | Atlético de Madrid 8             | Barcelona             |
| 1992/1993                                        | Barcelona 13          | Real Madrid 17                   | Real Madrid           |
| 1993/1994                                        | Barcelona 14          | Saragoça                         | Barcelona             |
| 1994/1995                                        | Real Madrid 26        | Desportivo da Corunha            | Desportivo da Corunha |
| 1995/1996                                        | Atlético de Madrid 9  | Atlético de Madrid 9             | Barcelona             |
| 1996/1997                                        | Real Madrid 27        | Barcelona 23                     | Real Madrid           |
| 1997/1998                                        | Barcelona 15          | Barcelona 24                     | Maiorca               |
| 1998/1999                                        | Barcelona 16          | Valência 6                       | Valência              |
| 1999/2000                                        | Desportivo da Corunha | Espanyol                         | Desportivo da Corunha |
| 2000/2001                                        | Real Madrid 28        | Saragoça                         | Real Madrid           |
| 2001/2002                                        | Valência 5            | Desportivo da Corunha            | Desportivo da Corunha |
| 2002/2003                                        | Real Madrid 29        | Maiorca                          | Real Madrid           |
| 2003/2004                                        | Valência 6            | Saragoça                         | Saragoça              |
| 2004/2005                                        | Barcelona 17          | Real Bétis                       | Barcelona             |
| 2005/2006                                        | Barcelona 18          | Espanyol                         | Barcelona             |
| 2006/2007                                        | Real Madrid 30        | Sevilha 4                        | Sevilha               |
| 2007/2008                                        | Real Madrid 31        | Valência 7                       | Real Madrid           |
| 2008/2009                                        | Barcelona 19          | Barcelona 25                     | Barcelona             |
| 2009/2010                                        | Barcelona 20          | Sevilha 5                        | Barcelona             |
| 2010/2011                                        | Barcelona 21          | Real Madrid 18                   | Barcelona             |
| 2011/2012                                        | Real Madrid 32        | Barcelona 26                     | Real Madrid           |
| 2012/2013                                        | Barcelona 22          | Atlético de Madrid 10            | Barcelona             |
| 2013/2014                                        | Atlético de Madrid 10 | Real Madrid 19                   | Atlético de Madrid 2  |
| 2014/2015                                        | Barcelona 23          | Barcelona 27                     | Atlético de Bilbao 2  |
| 2015/2016                                        | Barcelona 24          | Barcelona 28                     | Barcelona             |
| 2016–17                                          | Real Madrid 33        | Barcelona 29                     | Real Madrid 10        |
| 2017–18                                          | Barcelona 25          | Barcelona 30                     | Barcelona             |
| 2018–19                                          | Barcelona 26          | Valência 8                       | Real Madrid 11        |
| 2019–20                                          | Real Madrid 34        | Real Sociedad 2                  | Atlético de Bilbao 3  |
| 2020–21                                          | Atlético de Madrid 11 | Barcelona 31                     | Real Madrid 12        |
| 2021–22                                          | Real Madrid 35        | Real Betis 3                     | Barcelona             |
| 2022–23                                          | Barcelona 26          | Real Madrid 20                   | Real Madrid           |
| 2023–24                                          | Real Madrid 36        | Atlético de Bilbao 24            | Barcelona             |

## Vitórias Múltiplas
| Clubes Vencedores de Dobradinhas |                    |             |                                                                        |
| Nº                               | Clube              | Dobradinhas | Épocas                                                                 |
| 1                                | Barcelona          | 8           | 1951–52, 1952–53, 1958–59, 1997–98, 2008–09, 2014–15, 2015–16, 2017–18 |
| 2                                | Atlético de Bilbao | 5           | 1929–30, 1930–31, 1942–43, 1955–56, 1983–84                            |
| 3                                | Real Madrid        | 4           | 1961–62, 1974–75, 1979–80, 1988–89                                     |
| 4                                | Atlético de Madrid | 1           | 1995–96                                                                |

## Vitórias Consecutivas
| Vitórias Consecutivas no Campeonato |                    |        |        |      |     |
| Nº                                  | Clube              | Pentas | Tetras | Tris | Bis |
| 1                                   | Real Madrid        | 2      | 2      | 4    | 10  |
| 2                                   | Barcelona          | –      | 1      | 2    | 9   |
| 3                                   | Atlético de Bilbao | –      | –      | –    | 2   |
| 3                                   | Atlético de Madrid | –      | –      | –    | 2   |
| 3                                   | Real Sociedad      | –      | –      | –    | 2   |

| Vitórias Consecutivas na Taça do Rei |                    |        |      |     |
| Nº                                   | Clube              | Tetras | Tris | Bis |
| 1                                    | Atlético de Bilbao | 1      | 3    | 6   |
| 2                                    | Barcelona          | 1      | 2    | 5   |
| 3                                    | Real Madrid        | 1      | 1    | 3   |
| 4                                    | Atlético de Madrid | –      | –    | 2   |

| Vitórias Consecutivas na Supertaça |             |      |     |
| Nº                                 | Clube       | Tris | Bis |
| 1                                  | Barcelona   | 1    | 3   |
| 2                                  | Real Madrid | 1    | 1   |

Notas:
- Bis: 2 vitórias consecutivas